# Richard Rashke
Richard L. Rashke, né en 1936, est un journaliste américain, professeur et auteur de livres de témoignages, ainsi que de pièces de théâtre et de scénarios. Il est surtout connu pour son Escape from Sobibor, d'abord publié en 1983, un témoignage de la fuite de centaines de prisonniers juifs du camp d'extermination de Sobibor en Pologne occupée, en octobre 1943. Le livre a été adapté en téléfilm en 1987, avec Rutger Hauer.

## Jeunesse
Richard Rashke est né à Milwaukee, dans le Wisconsin, de Guy et Angeline (Luksich) Rashke. Il a un frère aîné, Donald. Richard fréquente les écoles locales et s'intéresse à l'écriture.

## Carrière littéraire
Après avoir travaillé en tant que journaliste, Rashke commence ses propres projets. Son premier livre, publié par Paulist Press en 1975, se concentre sur un diacre de l'Eglise Catholique Romaine.
Il couvre ensuite l'affaire Karen Silkwood, sa mort, et le procès que sa famille intente alors contre son ancienne société, Kerr-McGee. Sa vie et son activisme, sa mort suspecte deviennent le sujet de son deuxième livre, Killing Karen Silkwood, publié par Houghton-Mifflin en 1981.
Intéressé par l'histoire de la résistance de centaines de juifs qui se sont évadés du camp d'extermination de Sobibor, un camp d'extermination nazi en Pologne, Rashke fait des recherches et interviewe des survivants pour son livre, Escape from Sobibor, paru en 1983. Son ouvrage est adapté en 1987 en téléfilm, mettant en vedette l'acteur Rutger Hauer.
Rashke a notamment interviewé, entre autres rescapés, Esther Raab. Celle-ci, après son témoignage, a reçu de nombreuses lettres, dont elle dit qu'elles l'ont aidé à guérir, et qu'elle partage ensuite avec Rashke. Il crée à ce sujet la pièce Dear Esther,  jouée pour la première fois en 1998 à Washington, DC au Musée National de l'Holocauste.
Attiré par les destins exceptionnels, Rashke s'est inspiré des vies de Bill Lear, un ingénieur de l'aviation et inventeur autodidacte; de Pat Bennett, une femme abandonnée par son mari, qui a élevé seule trois filles; et de Tracy Sparshot, un policier infiltré dans le trafic de drogue dans le Comté de Montgomery, dans le Maryland.

## Famille
Rashke est marié à Paula Rashke. Ils vivent à Washington, DC.

### Ouvrages
- The Deacon in Search of Identity (Paulist Press: 1975)
- The Killing of Karen Silkwood: The Story Behind the Kerr-McGee Plutonium Case (1981)
- Escape From Sobibor (1983, University of Illinois Press)
- Stormy Genius: The Life of Aviation's Maverick Bill Lear (1985)
- Runaway Father: The True Story of Pat Bennett, Her Daughters, and Their Seventeen-Year Search (1991)
- Trust Me (2001)
- Useful Enemies: John Demjanjuk and America's Open-Door Policy For Nazi War Criminals (Delphinium Books, 2013)

### Pièces
- Dear Esther, a été créée en 1998 au Musée National de l'Holocauste
- Season to Season
- Bang